# Großsteingrab Granzin (Greven)
Das Großsteingrab Granzin war eine megalithische Grabanlage der jungsteinzeitlichen Trichterbecherkultur bei Granzin, einem Ortsteil von Greven im Landkreis Ludwigslust-Parchim (Mecklenburg-Vorpommern). Es wurde im 19. Jahrhundert zerstört. Johann Ritter untersuchte das Großsteingrab 1839. Robert Beltz führte es 1899 gemeinsam mit den benachbarten Großsteingräbern bei Bengerstorf als ausgegangen.

## Lage
Das Grab befand sich südwestlich von Granzin Einige hundert Meter südöstlich lagen die Großsteingräber bei Bengerstorf östlich der Landstraße nach Boizenburg/Elbe auf dem Gipfel des Pfänderbergs. Im Umfeld der drei Großsteingräber lagen auch zahlreiche bronzezeitliche Grabhügel.

## Beschreibung
Bei der Anlage handelte es sich um ein nordnordost-südsüdwestlich orientiertes kammerloses Hünenbett mit einer Länge von 70 Schritt (ca. 53 m) und einer Breite von 10 Schritt (ca. 7,5 m). Die steinerne Umfassung war bei Ritters Untersuchung auf drei Seiten noch intakt. Das südsüdwestliche Ende war durchwühlt worden, um die Steine zu entfernen. Dort fand Ritter Keramikscherben, Knochen und Holzkohle.